# Monte Fregasoga
Il monte Fregasoga (2.447 m s.l.m.) (Pale de Fregassóga o Cima de le Pale in dialetto pinetano), è una montagna del Trentino Alto Adige appartenente al gruppo del Dolomiti Meridionali di Fiemme, precisamente alla catena del Lagorai, che si erge a sud delle Dolomiti di Fiemme e Fassa ed è la seconda cima più elevata della zona di Piné/Valle di Cembra.
Il monte prende il nome dalla sottastante val Fregasoga (in versante pinetano), che dalla Busa delle Marmotte (2050 m) scende verso Brusago attraversando i pascoli di Malga Casarine (ruderi) e Malga Fregasoga (entrambi di proprietà dell’ex Comune di Miola - frazioni di Miola, Vigo e Montagnaga) e raccogliendo le acque del rio Matío, del rio Vasóni e di altri rivi minori. Il rio Fregasoga, dopo la confluenza con il Rio Spruggio presso la segheria di Brusago, prende la denominazione di Torrente Brusago (o rio Brusago), immissario dell’Avisio.
Il monte Fregasoga si trova sul confine tra i territori comunali di Lona-Lases (exclave), Baselga di Piné (exclave) e Valfloriana. La parte di comune di Valfloriana sulla quale il Fregosoga volge il suo versante Est ricade in realtà nel Demanio comunale della "Fornasa" (proprietà del comune di Fornace nel territorio catastale e amministrativo di Valfloriana).

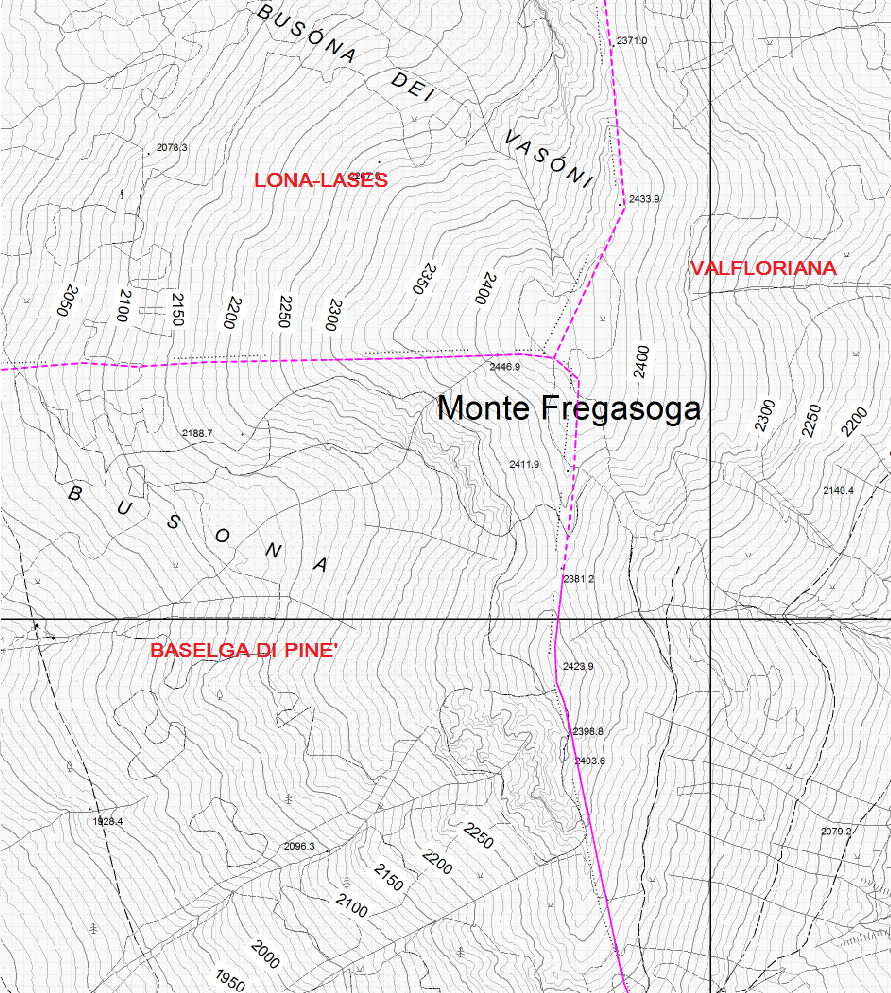
Mappa di Cima Fregasoga - Carta Tecnica Provinciale della Provincia Autonoma di Trento